# Ukrainiens de Roumanie
Pour un article plus général, voir Diaspora ukrainienne.
La communauté ukrainienne de Roumanie (en roumain : comunitatea ucrainiană din România; en ukrainien : Українці Румунії, Ukrayintsi Roumounii) désigne les citoyens roumains revendiquant leur appartenance à la communauté ukrainienne lors des recensements de la population. Ils étaient 61 350 en 2002. Il existe quatre groupes historiques de langue ukrainienne formant ensemble la troisième communauté ethnique de la Roumanie (0,3 % de la population totale).

## Habitat, religions et spécificités
Cette communauté est surtout présente dans le nord et l'est du pays, dans les zones proches de la frontière avec l'Ukraine. Selon le recensement de 2002, 79 % des Ukrainiens sont orthodoxes; 10 % pentecôtistes ; 2,8 % uniates ; 2,1 % adventistes ; 1,2 % orthodoxes vieux-croyants et 2,9 % déclarent une autre religion.
Plus de la moitié des Ukrainiens roumains appartiennent aux communautés historiques du nord : ruthène (en Marmatie) et houtsoule (en Bucovine). Dans le județ de Maramureș les Ruthènes représentent le 6,67 % de la population totale. Dans certaines communes de ce département (telle que Bistra, Repedea ou Poienile de sub Munte), ils sont majoritaires. Un nombre significatif de Houtsoules vivent dans le județ de Suceava (8 506 personnes).
Des communautés ukrainiennes (non différenciées) vivent également dans le Județ de Timiș (7 261 personnes). Au total, dans 13 communes de Roumanie, les Ukrainiens composent la majorité, relative ou absolue de la population.
Dans l'est de la Roumanie, deux autres communautés historiques vivent en Dobrogée, notamment autour du Delta du Danube (dont un quart, d'ailleurs, appartient à l'Ukraine) et de ses limans. Les Zaporogues sont d'anciens cosaques, vassaux du roi de Pologne, qui fuirent le pouvoir des Tsars russes au XVIIIe siècle. Au fil des ans ils ont été rejoints par des paysans et des pêcheurs ukrainiens fuyant le servage dans l'Empire russe, surnommés familièrement « Russniaques » ou « Khakholes », mais ces termes sont récusés car ils peuvent être péjoratifs. En 1992 leurs descendants étaient au nombre de 4 milliers selon les statistiques officielles, alors que les communautés locales se revendiquaient 20 000.
En tant que minorité ethnique reconnue officiellement, les Ukrainiens de Roumanie sont représentés de façon permanente par un député dans la Chambre des députés de la Roumanie. Ștefan Tkatchouk a détenu ce siège de 1990 jusqu'à sa mort en 2005, date à laquelle Ștefan Boutchouta lui a succédé.